# Balantidiasis
La balantidiasis es una enfermedad infecciosa , causada por el parásito Balantidium coli, un protozoo ciliado (organismo unicelular con cilios) que infecta con frecuencia a los cerdos, monos, caballos y ratones salvajes. El Balantidium coli es el protozoario más grande que parasita al hombre transmitida por aguas infectadas con los quistes del parásito. Es una enfermedad que muy rara vez se encuentra fuera de los criadores de cerdos. 

## Morfología
El trofozoíto tiene una forma oval y su cuerpo está rodeado de pequeños filamentos o cilios en constante movimiento, en un extremo tiene un citostoma o boca y en otro tiene un citopigio, así mismo tiene dos núcleos llamados macronúcleo y el pequeño micronúcleo. El quiste es redondo con doble contorno y contiene un solo balantidium.

## Ciclo vital
Se inicia cuando se ingiere alimentos o agua contaminados con quistes, este llega al estómago donde la membrana es degradada parcialmente por los jugos estomacales de ahí pasa al intestino delgado donde se desenquista, el siguiente paso se lleva a cabo en el colon ahí se reproduce por división binaria. Cuando es arrastrado por los alimentos se enquista envolviéndose en una membrana muy resistente y es expulsado junto con las heces, al llegar al suelo suelen ser ingeridos por los cerdos los cuales se contagian y a su vez a los humanos también se pueden convertir en reservorios de la enfermedad.

## Cuadro clínico
- Balantidiosis: úlceras en el colon;
- Disentería Ciliar: gran producción de moco, hemorragias en la mucosa del colon.

En humanos la infección puede ser asintomática (no tener ningún síntoma) o presentar diarrea leve y molestias abdominales. En otros casos se pueden experimentar síntomas asociados a inflamación aguda del intestino; como meteorismo y dolor abdominal 
Los síntomas de balantidiasis pueden ser similares a los de otras infecciones que causen la inflamación intestinal (ej. disentería amebiana).

## Tratamiento
Se han reportado tratamientos exitosos con metronidazol, tinidazol, secnidazol y tetraciclina.

## Diagnóstico
- Parasitoscópico preferentemente con la técnica de ritchie.
- Técnica de baerman.

- Datos: Q2447562